# Arthur Spaenhoven
Arthur Spaenhoven (ur. 9 kwietnia 1934 w Hoboken, zm. 2 kwietnia 1996 w Antwerpii) – belgijski zapaśnik walczący w stylu klasycznym. Olimpijczyk z Meksyku 1968, gdzie zajął jedenaste miejsce w kategorii do 57 kg.
Szósty na mistrzostwach świata w 1965 roku.

## Letnie Igrzyska Olimpijskie 1968
| Konkurencja          | Rundy eliminacyjne   | Rundy eliminacyjne      | Rundy eliminacyjne   | Rundy eliminacyjne     | Klas. końcowa |
| Konkurencja          | Przeciwnik I         | Przeciwnik II           | Przeciwnik III       | Przeciwnik IV          | Miejsce       |
| -------------------- | -------------------- | ----------------------- | -------------------- | ---------------------- | ------------- |
| 57 kg styl klasyczny | Hartmut Puls (DDR) R | Roland Svensson (SWE) Z | Jean Nakouzi (LIB) Z | Iwan Koczergin (URS) P | 11.           |